# Радда-ин-Кьянти
Радда-ин-Кьянти (итал. Radda in Chianti) — коммуна в Италии, располагается в регионе Тоскана, в провинции Сиена.
Население составляет 1668 человек (2008 г.), плотность населения составляет 21 чел./км². Занимает площадь 80 км². Почтовый индекс — 53017. Телефонный код — 0577.
Покровителем коммуны почитается святитель Николай Мирликийский, чудотворец, празднование 6 декабря.

## Демография
Динамика населения:

## Города-побратимы
- Сен-Брис (Франция)

## Администрация коммуны
- Официальный сайт: http://www.comune.radda-in-chianti.si.it/